# Elena Matei
Elena Matei (...) è una modella e cantante moldava con cittadinanza statunitense naturalizzata rumena.

## Biografia
Sua madre è russa e suo padre è moldavo. È stata individuata per la prima volta a Bucarest, in Romania, nel 2012.

## Carriera
Matei lavora come modella per diverse campagne ed editoriali intorno al mondo, e anche per importanti pubblicazioni quali: Harper's Bazaar, Elle, Marie Claire, QP e Ocean Drive. Elena è apparsa sulle copertine di Harper's Bazaar Vietnam, Harper's Bazaar Greece, Elle Greece, Haunted Magazine, Rumors, QP e Acqualina. Nel 2017, Elena è stata invitata alla preselezione per la Sports Illustrated Swimsuit Edition. È stata protagonista in campagne per Raw Spirit, Nissa, Guess Jeans e Victoria's Secret.
Matei è comparsa nel libro "Angels" del fotografo Russell James di Victoria Secret, assieme alle supermodelle Candice Swanepoel, Lily Aldridge, Adriana Lima, Gigi Hadid, Cindy Crawford e Rihanna.
Matei è rappresentata dall'Elite Model Management negli Stati Uniti.